# Instytut Księży Demerytów na Łysej Górze

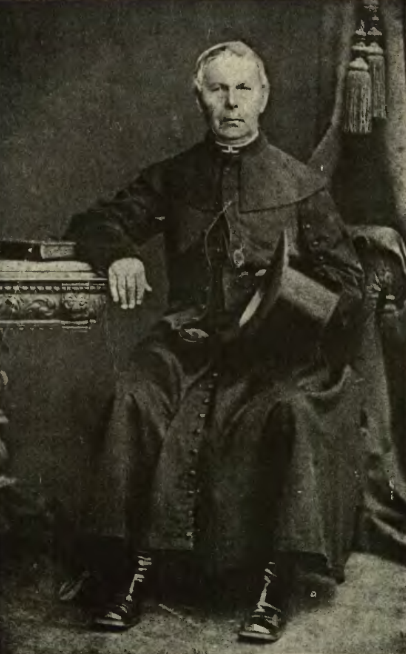
Ksiądz Kacper Kotkowski, regens Instytutu Księży Demerytów w latach 1855–1863.

Instytut Księży Demerytów na Łysej Górze – dom poprawczy dla kleru z Królestwa Polskiego działający w latach 1852–1865 w klasztorze na świętym Krzyżu.

## Historia
Dom poprawczy zwany Instytutem Księży Demerytów na Łysej Górze uruchomiono w budynkach klasztoru na Łysej Górze w 1852, po likwidacji domu poprawczego działającego od 1837 w klasztorze w Liszkowie. W Instytucie księży Demerytów w warunkach prawie więziennych w celach resocjalizacji przebywali demeryci, tzw. księża zdrożni, skazani na pokutę w odosobnieniu za wykroczenie przeciw moralności. Do domu poprawczego trafiali głównie księża z powodu niemoralnego prowadzenia się, pijaństwa, wykroczeń przeciw powołaniu i obowiązkom kościelnym itp. Nadzór sprawowany był przez władze świeckie i kościelne. Obowiązki pierwszego regensa Instytutu Księży Demerytów pełnił od 26 lutego 1853 ksiądz Maksymilian Kegel. Następnie na tym stanowisku zastąpił go ksiądz Kacper Kotkowski. W 1865 dom poprawczy dla księży został zlikwidowany przez władze rosyjskie, a opuszczone budynki klasztorne przeznaczone zostały na więzienie. Najpierw rosyjskie, a następnie polskie więzienie ciężkie.